# Filip Frankowski
Filip Frankowski (ur. 7 maja 1990) – polski siatkarz, grający na pozycji przyjmującego.

## Kluby
- MKS PMOS Zduńska Wola
- SPS Zduńska Wola
- UKS Elektryk Łask
- SMS PZPS Spała
- PGE Skra Bełchatów/Skra II Bełchatów
- Amicale Laique De Caudry
- Orion Sulechów
- Czarni Wirex Rząśnia
- Camper Wyszków
- TSV Sanok (od 06.2016)[1]
- Olimpia Sulęcin (od 08.2017)
- APP Krispol Września